# Somewhere Far Beyond
Somewhere Far Beyond (срп. Негде далеко иза) је четврти албум немачког пауер метал бенда Блајнд гардијан. Албум је издат 30. јуна 1992. Насловну страну је одрадио Андреас Маршал. Овим албумом бенд је створио свој препознатљив и оригиналан звук али држећи се и даље својих спид/пауер метал техника.
Захваљујући насловници али и две песме које су у свом називу имале реч "Бард", бенд је добио надимак "Барди" (енгл. Bards). Овај надимак се проширио и на фанове бенда, те фронтмен Ханси Курши често ословљава фанове овим надимком. 
Овај албум је одлично прихваћен од стране пауер метал фанова широм Европе али и Јапана где је албум стекао велику популарност, омогућивши бенду прву турнеју изван Немачке. Бенд је направио и прву турнеју на Далеком истоку што је довело до снимања првог живог албума Tokyo Tales.
Албум је ремастеризован и реиздат 15. јуна 2007. године.

## Песме
1. "Time What Is Time" - 5:42
2. "Journey Through the Dark" - 4:45
3. "Black Chamber" - 0:56
4. "Theatre of Pain" - 4:15
5. "The Quest for Tanelorn" - 5:53
6. "Ashes to Ashes" - 5:58
7. "The Bard's Song – In the Forest" - 3:09
8. "The Bard's Song – The Hobbit" - 3:52
9. "The Piper's Calling" - 0:58
10. "Somewhere Far Beyond" - 7:28

- бонус песме

11. 	"Spread Your Wings" (Queen обрада) '- 4:13
12. 	"Trial by Fire" (Сатан обрада) - 3:42
13. 	"Theatre of Pain (класична верзија)" - 4:13
- бонус песме са реиздања из 2007.

14. 	"Ashes to Ashes (Демо верзија)" - 5:51
15. 	"Time What is Time (Демо верзија)" - 5:35

## Састав

### Бенд
- Ханси Кирш – вокал и бас-гитара
- Андре Олбрих – соло, ритам и акустична гитара и помоћни вокал
- Маркус Зипен – ритам и акустична гитара и помоћни вокал
- Томен Штаух – бубњеви

### Гостујући музичари
- Пит Силк - ефекти и гитаре
- Матијас Вајснер - ефекти, клавијатура и бас у "Spread Your Wings"
- Ролф Кухлер, Били Кинг и Кале Трап - помоћни вокали
- Стефан Вил - клавир
- Питер Рубсам - шкотске и ирске гајде
- Кај Хансен - соло-гитара у "The Quest for Tanelorn"